# Феранте III Гонзага
Вижте пояснителната страница за други личности с името Феранте Гонзага.
Феранте III Гонзага ди Гуастала (на италиански: Ferrante III Gonzaga; * 4 април 1618, Мантуа, Херцогство Мантуа; † 11 януари 1678, Гуастала, Херцогство Гуастала) от рода Гонзага (клон Гонзага ди Гуастала) е херцог на Гуастала (1632 – 1678).

## Произход
Той е син на херцог Чезаре II Гонзага ди Гуастала (1592 – 1632) и на съпругата му Изабела Орсини (1598 – 1623). Негови дядо и баба по бащина линия са Феранте II Гонзага, херцог на Гуастала и херцог на Амалфи, и Витория Дория, а по майчина – Вирджинио Орсини, херцог на Брачано, имперски княз, и Флавия Дамашени Перети. Има един брат:
- Веспасиано Винченцо (1621 – 1687), вицекрал на Валенсия

## Биография
Феранте наследява баща си през 1632 г. като херцог на Гуастала. Той наследява и титлата „принц на Молфета“, но отстъпва феодално владение и титлата на Спинола през 1640 г. През 1638 г. е продал и всички малки неаполитански феоди. 
Той е посветен в рицарство в Ордена на Сан Яго и става командир на Виляхермоса през 1639 г.
След смъртта му според брачния договор Херцогство Гуастала, въпреки наличието и на други членове на клона Гонзага ди Гуастала, е наследено от неговия зет – херцога на Мантуа Фердинандо Карло Гонзага-Невер, койт го управлява от 1678 до 1692 г. По-късно то преминава към другия му зет Винченцо Гонзага (който е и негов братовчед и член на неговия клон), инвестиран от император Леополд I през 1692 г. Веспасиано Гонзага. граф на Парадес де Нава и военен на служба в Испания, е щял да бъде естественият наследник през 1678 г., но среща съпротива от императрица Елеонора Мадалена Гонзага-Невер, която предпочита племенника си – херцога на Мантуа. Веспасиано обаче умира през 1687 г., оставяйки само дъщери. Заради спора за регентството на феода е назначен имперският комисар Орацио III Сеси, маркиз на Роло.

## Брак и потомство
∞ 25 юни 1647 за Маргерита д’Есте (* 12 септември 1619, † 12 ноември 1692), дъщеря на Алфонсо III д’Есте, херцог на Модена, и на Изабела Савойска, от която има трима сина и три дъщери:
- Изабела Гонзага ди Гуастала († 1653)
- Риналдо Гонзага ди Гуастала (* 1652, † 1657)
- Чезаре Гонзага ди Гуастала (* 1653, † 1666)
- Анна Изабела Гонзага ди Гуастала (* 12 февруари 1655, † 11 август 1703), ∞ 1670 за херцог Фердинандо Карло Гонзага-Невер (1652 – 1708), херцог на Мантуа и Монферат, от когото няма деца
- Мария Витория Гонзага ди Гуастала (* 9 септември 1659, † 5 септември 1707), ∞ 1679 за Винченцо Гонзага (1634 – 1714), херцог на Гуастала от 1692 г., от когото има 1 син и 3 дъщери
- Винченцо Гонзага ди Гуастала (†1665/66)

- Маргерита д'Есте, съпруга
- Анна Изабела, дъщеря
- Мария Витория, дъщеря